# Батуренко Юрій Михайлович
Юрій Михайлович Батуренко (рос. Ю́рий Миха́йлович Бату́ренко; нар. 21 жовтня 1966, Душанбе) — радянський, таджицький і російський футболіст, що грав на позиції півзахисника. По закінченні кар'єри футболіста — російський футбольний тренер.

## Клубна кар'єра
Юрій Батуренко народився в Душанбе, та розпочав виступи на футбольних полях у 1981 році в команді другої ліги «Пахтакор» з Курган-Тюбе. з 1983 року він грав у команді першої ліги «Памір» з Душанбе. У 1985 році після перемоги «Паміра» над московським ЦСКА, Батуренка разом із трьома іншими гравцями душанбинського клубу — Воловоденком, Мананниковим та Рахімовим — спеціальним наказом міністра оборони СРСР Соколова відправлено із військової частини в Душанбе, де вони проходили службу, у частину прикордонних військ в Туркменію, а пізніше Воловоденко і Рахімов зуміли перевестись у спортроту № 74 у Ташкенті. У 1986 році Батуренка перевели для проходження подальшої військової служби до московського ЦСКА. У 1987 році після закінчення військової служби Батуренко повернувся до «Паміра», з яким наступного року виграв турнір першої ліги та отримав путівку до вищої ліги. У складі душанбинської команди грав у вищій лізі до 1991 року, став одним із двох гравців, разом з Андрієм Мананниковим, які провели найбільшу кількість матчів за клуб у вищій лізі — по 80.
Після розпаду СРСР Мухамадієв у складі «Паміру» розпочав виступи в чемпіонаті Таджикистану, проте зіграв у ньому лише кілька матчів, та після півфінального матчу Кубка СНД із московським ЦСКА, програного «Паміром» із рахунком 0-2 20 квітня 1992 року за запрошенням колишнього тренера «Паміра» Юрія Сьоміна залишився у Москві, та став гравцем клубу «Локомотив». У складі «залізничників» грав до 1995 року, двічі ставав призером першості Росії. У 1996 році Батуренко став гравцем російського клубу першої ліги «Тюмень», з яким вийшов до вищої ліги, грав у складі тюменського клубу у вищій лізі протягом 1997 року. У 1998 році грав у складі команди російської першої ліги «Сокіл» з Саратова, після закінчення сезону завершив виступи на футбольних полях.

## Виступи за збірну
17 червня 1992 року Юрій Батуренко дебютував у складі збірної Таджикистану, у якому таджицька збірна зіграла внічию 2-2 зі збірною Узбекистану. Надалі Батуренко у 1996 році зіграв ще два матчі у складі збірної, обидва з узбецькою збірною, після чого до складу збірної не залучався.

## Тренерська кар'єра
Після завершення виступів на футбольних полях Юрій Батуренко майже відразу розпочав тренерську кар'єру, увійшовши в 2000 році до тренерського штабу московського «Локомотива». У 2004 році Батуренко став тренером калінінградської «Балтики». У 2005 році знову працював тренером московського «Локомотива», пізніше працював з дитячими командами клубу. У 2007 році Батуренко працював адміністратором команди «СОЮЗ-Газпром» з Іжевська. У 2008—2009 роках Юрій Батуренко працював тренером у академії футбольного клубу «Динамо» з Москви. Після цього Батуренко повернувся до роботи в структурі московського «Локомотива», де був одним із тренерів головної команди, а пізніше працював із молодіжною командою клубу. У 2013—2014 роках колишній футболіст працював одним із тренерів азербайджанського клубу «Габала», а в 2014—2015 роках входив до тренерського штабу російського клубу «Мордовія» з Саранська. У 2015—2016 роках Юрій Батуренко входив до тренерського штабу махачкалинського «Анжі». У 2016 році Батуренко працював у тренерському штабі підмосковного клубу «Знамя Труда». З 2016 року Юрій Батуренко знову працював у тренерському штабі «Локомотива», пішов з команди після відставки Юрія Сьоміна у червні 2020 року.
У березні 2021 року Юрій Батуренко очолив тренерський штаб волгоградського «Ротора», проте у зв'язку з відсутністю в Батуренко відповідної тренерської ліцензії клуб офіційно очолив Хасанбі Біджиєв Після погіршення результатів команди 26 травня 2021 року Батуренко зі всім тренерським штабом покинув волгоградську команду. 4 серпня 2021 року Юрій Батуренко увійшов до тренерського штабу Юрія Сьоміна в клубі «Ростов», де працював до кінця року. На початку 2023 року Батуренко увійшов до тренерського штабу таджицького клубу «Істіклол».

## Досягнення
- Переможець першої ліги СРСР — 1988